# Krzysztof Urbański (historyk)
Krzysztof Stanisław Urbański (ur. 1 listopada 1940 w Kielcach, zm. 3 października 2012) – polski historyk, muzealnik, profesor nauk humanistycznych, wykładowca akademicki, dyrektor Muzeum Narodowego w Kielcach (1989–1990 i 2002–2008).

## Życiorys
Urodził się w Polskiej rodzinie pochodzenia tatarskiego. Był synem Czesława Urbańskiego i Krystyny Muszyńskiej. Ukończył IV Liceum Ogólnokształcące im. Hanki Sawickiej w Kielcach i Studium Nauczycielskie w tym mieście, a następnie studia na Wydziale Historii Wyższej Szkoły Pedagogicznej w Krakowie (1965). Doktoryzował się w 1977 roku, natomiast stopień doktora habilitowanego uzyskał w 1994 w WSP im. Komisji Edukacji Narodowej w Krakowie w oparciu o rozprawę Kieleccy Żydzi. Postanowieniem Prezydenta RP z 19 kwietnia 2007 roku otrzymał tytuł profesora nauk humanistycznych.
Początkowo pracował jako nauczyciel historii w szkole podstawowej, następnie był wychowawcą ds. kulturalnych w Wojewódzkim Zarządzie Zakładów Karnych w Kielcach oraz wicedyrektorem ds. naukowych w Muzeum Narodowym w Kielcach (1977–1986). Pod koniec lat 80. pełnił funkcję wojewódzkiego konserwatora zabytków, a od 1989 do 1990 – funkcję dyrektora Muzeum Narodowego w Kielcach. W latach 1994–1997 był adiunktem w Wyższej Szkole Pedagogicznej im. Komisji Edukacji Narodowej w Krakowie, później otrzymał stanowisko profesora nadzwyczajnego. W 2002 roku został kustoszem dyplomowanym muzealnictwa. Od 2002 do 2008 ponownie pełnił funkcję dyrektora Muzeum Narodowego w Kielcach.
Specjalizował się w historii współczesnej i historii stosunków polsko-żydowskich. Jest autorem kilkunastu monografii i kilkuset artykułów naukowych, z których najważniejsze dotyczyły historii Żydów w regionie kieleckim. Jego prace zostały wydane w Izraelu (w językach angielskim i hebrajskim). Był członkiem Polskiego Towarzystwa Historycznego, Kieleckiego Towarzystwa Naukowego, Towarzystwa Przyjaciół Wiedzy oraz Rady Muzealnej w Muzeum Historyczno-Archeologicznym w Ostrowcu Świętokrzyskim.

## Wybrane publikacje
- Kieleccy Żydzi, Kielce 1993
- Zagłada ludności żydowskiej Kielc: 1939–1945, Kielce 1994
- Słownik historii kieleckich Żydów, Kielce 1995 (wraz z Rafałem Blumenfeldem)
- Kielce w okresie powstania styczniowego, Kielce 1996
- System penitencjarny II Rzeczypospolitej a więźniowie polityczni (na przykładzie województwa kieleckiego), Kielce 1997
- Powstanie, rozwój i zagłada gminy żydowskiej w Modrzejowie, Kielce 1998
- Leksykon dziejów ludności żydowskiej Kielc 1789–1999, Kraków 2000
- Gminy żydowskie duże w województwie kieleckim, Kielce 2003
- Zagłada Żydów w dystrykcie radomskim, Kraków 2004
- The martyrdom and extermination of the Jews in Kielce during World War II, Kielce 2005
- Reklama w dawnych Kielcach, Kielce 2005
- Gminy żydowskie małe w województwie kieleckim w okresie międzywojennym, Kielce 2006
- Almanach gmin żydowskich województwa kieleckiego w latach 1918–1939, Kielce 2007
- Stosunek kielczan do demonstracji lat 1861–1862 i powstania styczniowego, Kielce 2008

## Odznaczenia i wyróżnienia
W 2005 roku, za wybitne zasługi w działalności na rzecz społeczności lokalnej, został odznaczony przez prezydenta Aleksandra Kwaśniewskiego Krzyżem Oficerskim Orderu Odrodzenia Polski. W tym samym roku został odznaczony Srebrnym Medalem „Zasłużony Kulturze Gloria Artis”. Ponadto za swą pracę otrzymał wyróżnienia: Fundacji Nauki i Kultury im. S. Staszica w Kielcach, Fundacji Nissenbaumów, Ziomkostwa Kielczan w Izraelu i Ziomkostwa Kielczan w Nowym Jorku.